# 梭羅那小鯷
梭羅那小鯷（学名：Anchoa mundeola）為輻鰭魚綱鲱形目鳀科的其中一種，分布於中東太平洋區，從墨西哥索諾拉至巴拿馬灣海域，棲息深度1-36公尺，本魚體中等，吻長度約3/4眼徑，體側具一條窄的銀色條紋，寬度小於眼徑，臀鰭軟條27-33條，體長可達12.5公分，喜群游，棲息在沿海，以浮游生物為食。

## 擴展閱讀
維基物種上的相關：梭羅那小鯷